# Kontorhotel
Et kontorhotel er en bygning hvor flere virksomheder kan leje sig ind i kontorer og deles om fælles faciliteter.[kilde mangler]
Nogle fordele ved at benytte et kontorhotel, i forhold til at etablere sig på anden måde er, korte lejeaftaler, hurtig indflytning og tilpasning ved ændret lokalebehov.[kilde mangler]
Der vil normalt være fælles reception med kopifaciliteter og telefax, fælles kantine, og fælles mødelokaler til rådighed. 
Ofte er der etableret internet og telefonlinier som administreres af hotellet.
Et kontorhotel vil ofte tilbyde ekstra ydelser som f.eks. telefonpasning, sekretærassistance, mulighed for at leje møblerede kontorer og virtuelt kontor.
Der findes i Danmark flere udbydere af kontorhoteller.